# Білоруська народна казка

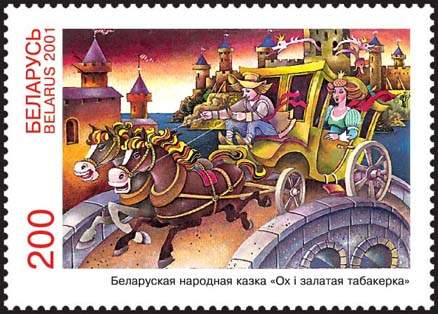
«Ох і золота табакерка» на поштовій марці Білорусі.

Білоруські народні казки — твори усної творчості білоруського народу.
У білоруському фольклорі казки є найрізноманітнішим жанром. Серед інших видів казок найбагатше представлені казки про тварин, автор дослідження «Російська народна казка: історія збирання та вивчення» (1914), С. Ст. Савченко зазначав, що «казки про тварин — це воістину перли білоруського казкового епосу». У збірниках білоруських казок, складених у XX столітті, особливо у збірниках фольклориста Сержпутовського, переважають казки-новели про повсякденне життя селян, сатиричні казки, спрямовані проти панства та духовенства. Літературна енциклопедія укладає на цій підставі про загальну еволюцію казкового епосу від фантастики до реалізму.
До жанру казки примикають легенди різноманітного характеру: від космогонічних до філософських, з настроями від мрійливо-споглядальних і висловлюють покірність долі до бунтарських і про соціальні ідеали. Залишки билин, які самі по собі майже не збереглися в білоруській літературі, включаються до казок у формі бувальщини.
- Осилки (велетні-богатирі)
- Тварини
- Люди

## Види
- Про тварин
- Чарівні
- Побутові